# Salmovská
Salmovská je ulice v Praze 2 na Novém Městě mezi ulicemi Lípová a Ječná. Je dlouhá přibližně 200 metrů.

## Historie
Ulice se ve 14. a 15. století nazývala Krupná nebo Krupičná; také se jí říkalo Malá Svinská. Původně se v těchto místech konaly trhy, podle kterých byla pojmenována i sousední Ječná. Později byla ulice pojmenována Salmova (1750–1870) a poté Salmovská (1870–dosud) podle německého šlechtického rodu Salm-Reifferscheidt. Původně přímá ulice, která vedla až k nemocnici, byla před rokem 1842 zalomena k Lípové, a v místech její jižní části vybudoval František starohrabě Salm-Reifferscheidt velkou zahradu, která se těšila oblibě Pražanů. Po roce 1868 začala zahrada postupně ustupovat rozrůstající se zástavbě.

## Poloha a dopravní funkce
Ulice začíná (podle číslování domů) na křižovatce s ulicí Lípová a končí v ulici Ječná. Je jednosměrná ve směru Ječná–Lípová.

## Významné body v ulici
- Ústav biofyziky a informatiky 1. LF - Univerzita Karlova – č.p. 478/1
- Ústav tělesné výchovy 1. LF - Univerzita Karlova – č.p. 1563/5
- Joaneum - sídlo školy JABOK - Vyšší odborné školy sociálně pedagogické a teologické – č.p. 1538/8, dříve provincialát Kongregace školských bratří a zároveň „sirotčinec a konvikt pro studenty a učně“[2]
- Kaple Panny Marie Karlovské[3][4][p. 1]
- Kavárna a čajovna U Božího mlýna – č.p. 2036/15
- Salmovská literární kavárna – č.p. 2003/16